# Dorfkirche Grassau (Bismark)

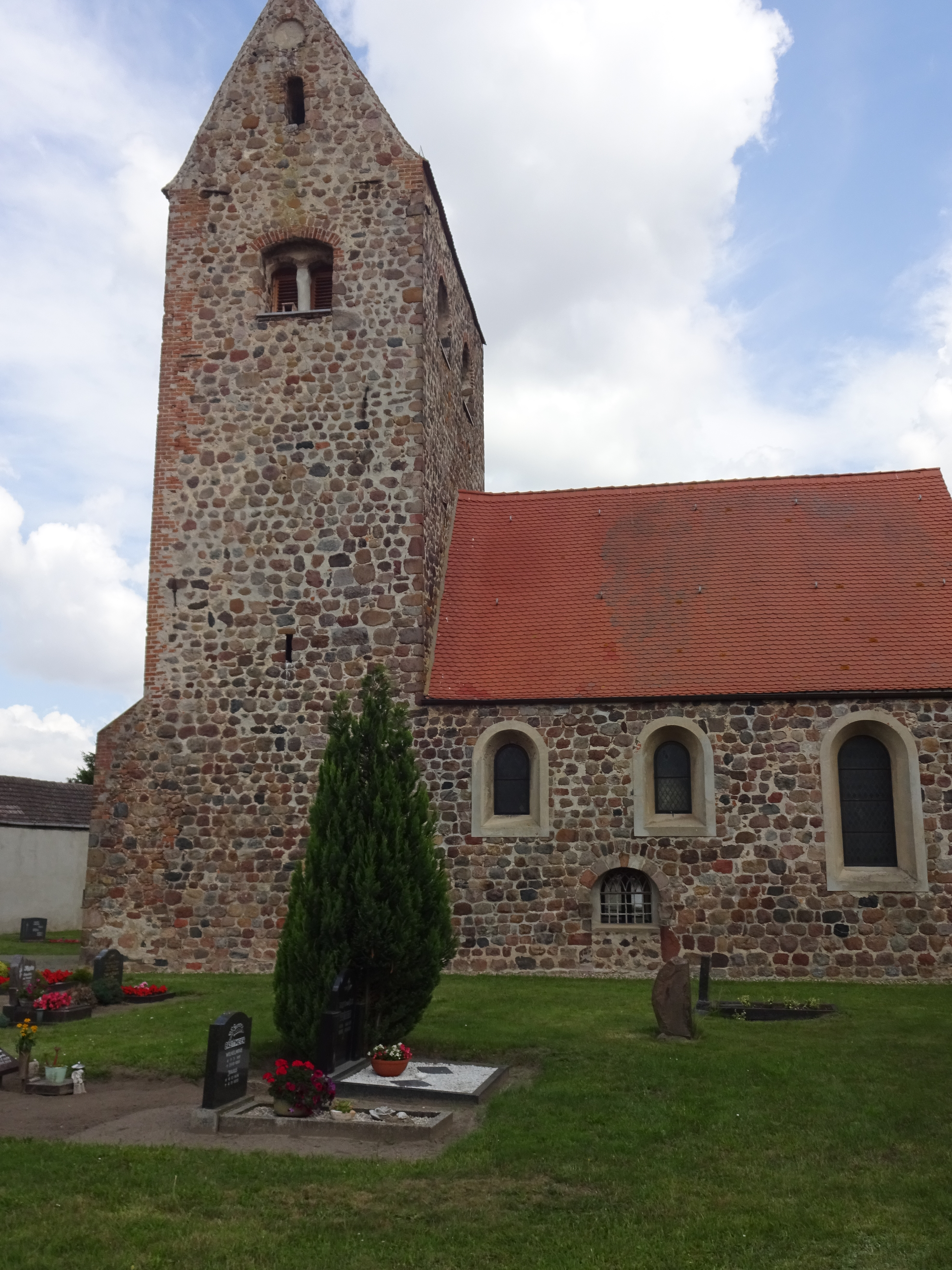
Dorfkirche Grassau

Die evangelische Dorfkirche Grassau ist eine romanische Saalkirche im Ortsteil Grassau von Bismark im Landkreis Stendal in Sachsen-Anhalt. Sie gehört zum Pfarrbereich Kläden im Kirchenkreis Stendal der Evangelischen Kirche in Mitteldeutschland.

## Geschichte und Architektur
Die Kirche ist ein Beispiel einer romanischen Saalkirche aus Feldstein in vollständiger Anlage mit eingezogenem quadratischem Chor, Apsis und Westquerturm aus der zweiten Hälfte des 12. Jahrhunderts. Ein eingreifender Umbau erfolgte 1884, eine Restaurierung im Jahr 1901. Die Kirche wurde ursprünglich durch ein rundbogiges Portal am Westturm, durch eine Priesterpforte am Chor und durch ein zum Fenster umgebautes Portal an der Südseite sowie durch ein in Backstein gefasstes, heute vermauertes Rundbogenportal an der Nordseite erschlossen.
Das Schiff wird durch große Rundbogenfenster erhellt, die in dieser Form vermutlich von 1884 stammen, allein das Apsisfenster ist in der Form noch ursprünglich. Die gepaarten rundbogigen Schallöffnungen des Westturms liegen unter einer gemeinsamen Blende mit Säulchen und Würfelkapitellen aus Backstein, die zum Teil verändert wurden.
Im Innern ist das Schiff flach gedeckt, der Chor mit einem Kreuzgratgewölbe geschlossen; im Turm ist ein Quertonnengewölbe aus Findlingen eingezogen. Ein rundbogiger, im unteren Teil nachträglich formlos verbreiterter Triumphbogen gliedert den Raum. Im Chor sind zwei Farbglasfenster mit Medaillons mit Petrus und Paulus vom Ende des 19. Jahrhunderts eingesetzt.
Im Jahr 1996 wurde die Einfriedung des Kirchhofs mit Feldsteinmauer wiederhergestellt.

## Ausstattung
Die schlichte Ausstattung mit hölzerner Kanzel und Taufständer stammt aus der ersten Hälfte des 19. Jahrhunderts. Mehrere barocke Inschriftgrabplatten und ein Epitaph des 18. und 19. Jahrhunderts erinnern an die Familie Jeetze und an Johann Hermann Köhler († 1738).
Die Kirche hat drei Glocken. Die älteste, sie wurde 1920 erworben, stammt aus dem 15. Jahrhundert. Sie trägt am Hals in Minuskeln die Inschrift: „osanna filio davit benedictus qui venit“ und hat einen Durchmesser von 55 Zentimeter. Eine Bronzeglocke stammt aus dem Jahr 1593. Sie wurde kurz nach 1945 aus der Petrikirche in Stendal hierher gebracht und hat einen unteren Durchmesser von 54 Zentimeter.
Die 1860 eingebaute Orgel stammt vom Stendaler Orgelbauer Robert Voigt. Sie wurde 2009 durch den Orgelbau Reinhard Hüfken restauriert.